# Dipterygina babooni
Dipterygina babooni là một loài bướm đêm thuộc họ Noctuidae. Nó được tìm thấy ở New South Wales, Queensland và Papua New Guinea.